# Josip Perković
Josip Perković (Ličko Novo Selo, 17. svibnja 1945.), bivši je djelatnik UDBE, jugoslavenskih tajnih službi, i nekoliko hrvatskih tajnih službi. Njemačko pravosuđe osudilo je Perkovića za ubojstvo Stjepana Đurekovića, hrvatskog emigranta u Njemačkoj na doživotnu zatvorsku kaznu. Perković je bio jedna od najtraženijih osoba kojega je tražio Njemački savezni kriminalistički ured (Bundeskriminalamt, BKA). Za njim je raspisana tjeralica s nagradom u visini 12.000 eura.

## Životopis
Josip Perković je diplomirao na Ekonomskom fakultetu u Osijeku 1969. godine. Nedugo nakon diplome zaposlio se u MUP-u u Osijeku, gdje je bio operativac bivše Službe državne sigurnosti u Hrvatskoj zadužen za emigraciju, jedan od prvih zadataka mu je bio pobrinuti se da nijedan od nesvrstanih studenata iz Osijeka ne krene za Zagreb ili Beograd bez nadzora (Richard Nixon je došao u SFRJ krajem rujna-početkom listopada 1970.) Napredovao je do šefa odjela za emigraciju u Osijeku te središnjici u Zagrebu. Na kraju bio je posljednji (do 1990.) šef tajne policije Udbe prije sloma komunizma. Za to vrijeme bio je i šef hrvatskog ogranka SDS-a (Državne službe sigurnosti), koji se uglavnom bavio hrvatskim disidentima u inozemstvu. Prema BKA tereti ga se za ubojstva Hrvata koji su živjeli u Njemačkoj. 
Za Josipom Perkovićem raspisana je od lipnja 2009. godine međunarodna tjeralica/ međunarodni uhidbeni nalog i za još nekoliko bivših suradnika Udbe, među ostalima njegovog ondašnjeg nadređenog, šefa bivše hrvatske i savezne Udbe Zdravka Mustača. Tjeralica je raspisana nakon suđenja u Münchenu Krunoslavu Pratesu zbog sudjelovanja u ubojstvu Stjepana Đurekovića, a koji je osuđen na doživotnu robiju.
Godine 2011. Njemačka je zatražila od Hrvatske provjeriti putne isprave Josipa Perkovića, budući su njemačke pravosudne vlasti sumnjale da Josip Perković planira bijeg iz Hrvatske, jer su pretpostavljale da možda ima više putovnica kojima bi uz pomoć svoje mreže mogao otići iz Hrvatske prije nego RH uđe u EU. 
Njegov sin Saša Perković bio je savjetnik bivšeg predsjednika Stjepana Mesića i Ive Josipovića. pa je zbog toga optuživan zbog sukoba interesa i pozivan na podnošenje ostavke. Ivo Josipović je također prozivan da smijeni Sašu Perkovića, no on je to izričito odbio.
Premda ulaskom Hrvatske u Europsku uniju više ne vrijedi zabrana izručivanja hrvatskih državljana drugim zemljama EU, temeljem europskim uhidbenim nalogom Njemačka je zatražila izručenje Perkovića (dvaput, drugi put navodeći i njegov 'alias' Tomo Novaković) i svih drugih osumnjičenih za sudjelovanje u ubojstvima hrvatskih emigranata.

## Lex Perković
Neposredno uoči ulaska u Europsku uniju, čime je automatski i za Hrvatsku počeo vrijediti Europski uhidbeni nalog, tadašnja hrvatska vlada pod vodstvom Zorana Milanovića (SDP) je promijenila zakon koji je onemogućio izručenje osumnjičenih, ali je taj zakon na pritisak Europske komisije krajem 2013. godine, promijenjen, što je omogućilo Perkovićevo i Mustačevo izručenje Njemačkoj u prvoj polovici 2014. godine.
Protiv njega do danas u Hrvatskoj nije počeo sudski postupak.

## Suđenje Josipu Perkoviću i Zdravku Mustaču u Njemačkoj
Josip Perković je uhićen u jutro 1. siječnja 2014. godine i istog dana mu je određen pritvor.Ubrzo je 3. siječnja pušten na obranu sa slobode. Njegov odvjetnik Anto Nobilo je uložio žalbu pozivajući se na zastaru. 
Županijski sud u Zagrebu je presudio da može biti izručen. Uložena je žalba na Vrhovni sud, no vrhovni sud je tu presudu potvrdio.
Nakon što je Josip Perković zajedno s bivšim šefom federalne UDBE Zdravkom Mustačem izručen SR Njemačkoj, u rujnu 2014. godine počinje njegovo suđenje, uz visoku pozornost njemačke i hrvatske javnosti.
Josip Perković i Zdravko Mustač 3. kolovoza 2016. godine su na sudu u Münchenu proglašeni krivima za pomaganje u ubojstvu hrvatskog emigranta Stjepana Đurekovića u Njemačkoj 1983. godine i osuđeni su na doživotne zatvorske kazne. Dana 28. svibnja 2018. godine Njemački Vrhovni sud odbio je Perkovićevu žalbu na presudu od 3. kolovoza 2016. godine i pravomoćno ga osudio na doživotni zatvor zbog ubojstva Stjepana Đurekovića. 

## Vanjske poveznice
- Nalog za uhićenje BKA[neaktivna poveznica] (njem.)